# Edward Arnet Johnson
Pour les articles homonymes, voir Eddie Johnson.
Edward Arnet Johnson, dit Eddie Johnson, né le 1er mai 1959 à Chicago (Illinois), est un joueur de basket-ball américain, sélectionné au second tour de la draft 1981 par les Kings de Kansas City. Au cours des 17 saisons qu’il passe en NBA, Eddie Johnson joue dans six franchises différentes, s’illustrant principalement sous le maillot des Kings et des Suns de Phoenix. Lauréat du trophée du meilleur 6e homme de la ligue en 1989, Johnson dispute un total de 1199 rencontres de saison régulière de NBA. Il évolue également en Europe lors de la saison 1994-1995 sous les couleurs de club grec de l'Olympiakos Le Pirée, avec lequel il remporte un championnat grec et dispute une finale de coupe des champions.
Depuis sa retraite sportive, il est devenu commentateur officiel de la franchise arizonienne.

## Clubs successifs
- 1981-1987 : Kings de Kansas City devenus Kings de Sacramento en 1985
- 1987-1991 : Suns de Phoenix
- 1991-1993 : SuperSonics de Seattle
- 1993-1994 : Hornets de Charlotte
- 1994-1995 : Olympiakos Le Pirée (Grèce)
- 1995-1997 : Pacers de l'Indiana
- 1997-1999 : Rockets de Houston

## Palmarès
- Élu NBA Sixth Man of the Year Award (meilleur 6e homme) en 1989.
- Statistiques en carrière NBA : 16,0 points / 4,0 rebonds / 2,1 passes en 1199 matches de saison régulière (+ 89 en playoffs)

## Statistiques
gras = ses meilleures performances

### Universitaires
Statistiques en université d'Eddie Johnson
| Saison    | Équipe   | Matchs | Titul. | Min./m | % Tir | % LF | Rbds/m. | Pass/m. | Int/m. | Ctr/m. | Pts/m. |
| --------- | -------- | ------ | ------ | ------ | ----- | ---- | ------- | ------- | ------ | ------ | ------ |
| 1977-1978 | Illinois | 27     | 3      | 17,4   | 42,7  | 74,1 | 3,1     | 0,6     | 0,4    | 0,3    | 8,1    |
| 1978-1979 | Illinois | 30     | 27     | 26,2   | 41,5  | 53,1 | 5,7     | 1,7     | 0,6    | 0,1    | 12,1   |
| 1979-1980 | Illinois | 35     | 35     | 34,7   | 46,2  | 65,5 | 8,9     | 2,0     | 0,4    | 0,2    | 17,4   |
| 1980-1981 | Illinois | 29     | 29     | 34,8   | 49,4  | 75,6 | 9,2     | 2,4     | 1,0    | 0,2    | 17,2   |
| Carrière  | Carrière | 121    | 94     | 28,8   | 45,4  | 67,1 | 6,9     | 1,7     | 0,6    | 0,2    | 14,0   |

#### Saison régulière
Légende :
| Sixième homme de l'année | Meilleur joueur de cette catégorie statistique de la saison |

gras = ses meilleures performances
Statistiques en saison régulière d'Eddie Johnson
| Saison    | Équipe      | Matchs | Titul. | Min./m | % Tir | % 3pts | % LF | Rbds/m. | Pass/m. | Int/m. | Ctr/m. | Pts/m. |
| --------- | ----------- | ------ | ------ | ------ | ----- | ------ | ---- | ------- | ------- | ------ | ------ | ------ |
| 1981-1982 | Kansas City | 74     | 27     | 20,5   | 45,9  | 9,1    | 66,4 | 4,4     | 1,5     | 0,7    | 0,2    | 9,3    |
| 1982-1983 | Kansas City | 82     | 82     | 35,8   | 49,4  | 28,2   | 77,9 | 6,1     | 2,6     | 0,9    | 0,2    | 19,8   |
| 1983-1984 | Kansas City | 82     | 82     | 35,6   | 48,5  | 31,3   | 81,0 | 5,5     | 3,6     | 0,9    | 0,3    | 21,9   |
| 1984-1985 | Kansas City | 82     | 81     | 36,9   | 49,1  | 24,1   | 87,1 | 5,0     | 3,3     | 1,0    | 0,3    | 22,9   |
| 1985-1986 | Sacramento  | 82     | 30     | 30,7   | 47,5  | 20,0   | 81,6 | 5,1     | 2,6     | 0,7    | 0,2    | 18,7   |
| 1986-1987 | Sacramento  | 81     | 30     | 30,3   | 46,3  | 31,4   | 82,9 | 4,4     | 3,1     | 0,5    | 0,2    | 18,7   |
| 1987-1988 | Phoenix     | 73     | 59     | 29,8   | 48,0  | 25,5   | 85,0 | 4,4     | 2,5     | 0,5    | 0,1    | 17,7   |
| 1988-1989 | Phoenix     | 70     | 7      | 29,2   | 49,7  | 41,3   | 86,8 | 4,4     | 2,3     | 0,7    | 0,1    | 21,5   |
| 1989-1990 | Phoenix     | 64     | 4      | 28,3   | 45,3  | 38,0   | 91,7 | 3,8     | 1,7     | 0,5    | 0,2    | 16,9   |
| 1990-1991 | Phoenix     | 15     | 0      | 20,8   | 47,3  | 28,6   | 72,4 | 3,1     | 1,1     | 0,6    | 0,1    | 13,5   |
| 1990-1991 | Seattle     | 66     | 27     | 26,9   | 48,6  | 33,3   | 91,2 | 3,4     | 1,4     | 0,7    | 0,1    | 17,4   |
| 1991-1992 | Seattle     | 81     | 19     | 29,2   | 45,9  | 25,2   | 86,1 | 3,6     | 2,0     | 0,7    | 0,1    | 17,1   |
| 1992-1993 | Seattle     | 82     | 0      | 22,8   | 46,7  | 30,4   | 91,1 | 3,3     | 1,6     | 0,4    | 0,0    | 14,4   |
| 1993-1994 | Charlotte   | 73     | 27     | 20,0   | 45,9  | 39,3   | 78,0 | 3,1     | 1,7     | 0,5    | 0,1    | 11,5   |
| 1995-1996 | Indiana     | 62     | 1      | 16,2   | 41,3  | 35,2   | 88,6 | 2,5     | 1,1     | 0,3    | 0,1    | 7,7    |
| 1996-1997 | Indiana     | 28     | 0      | 10,9   | 43,4  | 32,1   | 74,1 | 1,4     | 0,6     | 0,2    | 0,0    | 5,3    |
| 1996-1997 | Houston     | 24     | 2      | 25,3   | 44,7  | 38,8   | 85,4 | 4,1     | 1,5     | 0,4    | 0,0    | 11,5   |
| 1997-1998 | Houston     | 75     | 1      | 19,9   | 41,7  | 33,3   | 83,1 | 2,0     | 1,2     | 0,4    | 0,0    | 8,4    |
| 1998-1999 | Houston     | 3      | 0      | 6,0    | 46,2  | 0,0    | —    | 0,7     | 0,3     | 0,0    | 0,0    | 4,0    |
| Carrière  | Carrière    | 1199   | 479    | 27,2   | 47,2  | 33,5   | 84,0 | 4,0     | 2,1     | 0,6    | 0,2    | 16,0   |

#### Playoffs
Légende :
| Meilleur joueur de cette catégorie statistique de la saison |

Statistiques en playoffs d'Eddie Johnson
| Saison   | Équipe      | Matchs | Titul. | Min./m | % Tir | % 3pts | % LF  | Rbds/m. | Pass/m. | Int/m. | Ctr/m. | Pts/m. |
| -------- | ----------- | ------ | ------ | ------ | ----- | ------ | ----- | ------- | ------- | ------ | ------ | ------ |
| 1984     | Kansas City | 3      | 3      | 35,7   | 43,8  | 40,0   | 100,0 | 3,3     | 4,0     | 1,0    | 0,3    | 17,0   |
| 1986     | Sacramento  | 3      | 1      | 32,0   | 43,6  | 0,0    | 88,9  | 7,0     | 1,3     | 1,0    | 0,3    | 18,7   |
| 1989     | Phoenix     | 12     | 0      | 32,7   | 41,3  | 34,2   | 76,9  | 7,3     | 2,1     | 1,0    | 0,2    | 17,8   |
| 1990     | Phoenix     | 16     | 0      | 21,1   | 45,0  | 39,5   | 78,7  | 3,6     | 1,1     | 0,6    | 0,3    | 12,3   |
| 1991     | Seattle     | 5      | 5      | 34,2   | 51,7  | 26,7   | 82,8  | 4,2     | 1,4     | 1,4    | 0,2    | 24,0   |
| 1992     | Seattle     | 9      | 0      | 27,4   | 47,4  | 18,2   | 94,1  | 3,0     | 0,9     | 0,3    | 0,3    | 18,4   |
| 1993     | Seattle     | 19     | 0      | 20,1   | 39,0  | 33,3   | 93,5  | 2,4     | 0,9     | 0,2    | 0,1    | 10,8   |
| 1996     | Indiana     | 1      | 0      | 9,0    | 0,0   | 0,0    | —     | 0,0     | 1,0     | 0,0    | 0,0    | 0,0    |
| 1997     | Houston     | 16     | 0      | 17,8   | 41,0  | 29,8   | 95,8  | 2,3     | 0,6     | 0,3    | 0,0    | 8,3    |
| 1998     | Houston     | 5      | 0      | 17,8   | 33,3  | 30,0   | 87,5  | 1,6     | 0,2     | 0,0    | 0,0    | 5,6    |
| Carrière | Carrière    | 89     | 9      | 23,8   | 42,9  | 31,0   | 86,4  | 3,5     | 1,1     | 0,5    | 0,1    | 13,1   |

## Pour approfondir
- Liste des meilleurs marqueurs en NBA en carrière.
- Liste des joueurs en NBA ayant joué plus de 1 000 matchs en carrière.